# Без названия (линейный корабль, 1711)
Без названия — парусный линейный корабль Балтийского флота Российской империи, последний из четырех кораблей типа «Рига». Находился в составе флота в 1711 и 1712 годах, совершал плавания в акватории Ладожского озера, где и разбился.

## Описание корабля
Парусный линейный корабль 4 ранга, один из четырёх кораблей типа «Рига». Корабли данного типа стали первыми кораблями Балтийского флота России, обладали слабой мореходностью и имели низкие маневренные качества, обусловленные строительством на приладожских верфях. Длина судна составляла 35,7 метра, ширина — 12,3 метра, а осадка — 4 метра. Экипаж судна состоял из 330-и человек, а вооружение составляли 50 орудий, при этом на нижнем деке были установлены 18-фунтовые орудия, на верхнем — 12-фунтовые, а на фордеке и баке — 4-фунтовые.
Корабль не успел получить наименование, этот случай не единичный в истории именования кораблей российского флота, в его составе за все время его существования также в силу различных причин не получили имён 8 парусных линейных кораблей, один фрегат и несколько десятков небольших парусных судов.

## История службы
Парусный линейный корабль был заложен на стапеле Олонецкой верфи в ноябре 1708 года и после спуска на воду в 1711 году вошёл в состав Балтийского флота России. Строительство корабля велось английские корабельные подмастерьяна русской службе Виллим Шленграф и Ричард Бент.
В кампанию 1712 года разбился во время перехода на Балтику по Ладожскому озеру под командованием младшего капитана Андриса Декура.

### Комментарии
1. ↑  Также в серию входили линейные корабли «Рига», «Выборг» и «Пернов»[1].
2. ↑  Андрис Декур находился на российской службе с 1698 года, первоначально в звании комендера нёс службу в Воронеже, в июне 1704 года был произведён в младшие капитаны, а в 1711 году переведен в Балтийский флот, где получил в командование вновь построенный корабль. Уволен с российской службы 30 ноября (11 декабря) 1713 года[9].